# Святой Эгидий
Святой Эги́дий (лат. Ægidius), святой Жиль (фр. Saint Gilles ; 640, Афины — 710, Сен-Жиль) — христианский святой, покровитель калек, отшельник, живший в Провансе и Септимании.
Аббатство, основанное, как считается, на его могиле, называется Сен-Жиль-дю-Гар. Оно стало центром паломничества и одним из пунктов остановки пилигримов на знаменитой дороге в Сантьяго-де-Компостела из Арля.

## Житие
Эгидий сначала жил отшельником в чащах неподалёку от устья Роны и реки Гар, в области, называемой Септимания (современная Южная Франция). История, в которой рассказывается, что он был сыном короля Теодора и Пелагеи Афинских, вероятно, измышление его ранних агиографов, она получает широкое распространение начиная с «Legenda Aurea».

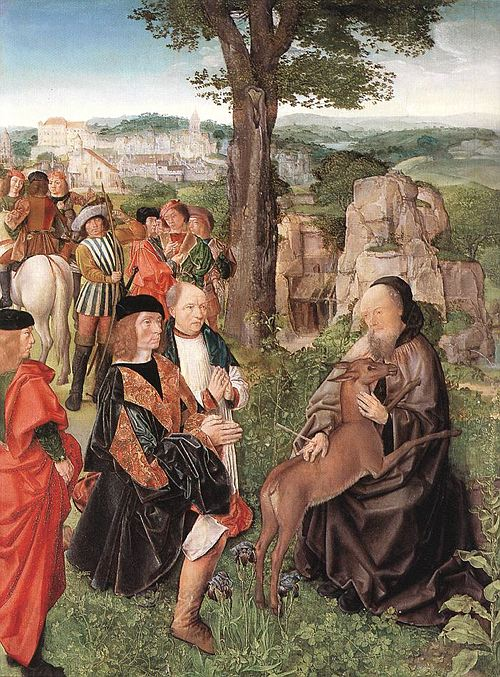
«Св. Эгидий и олениха»

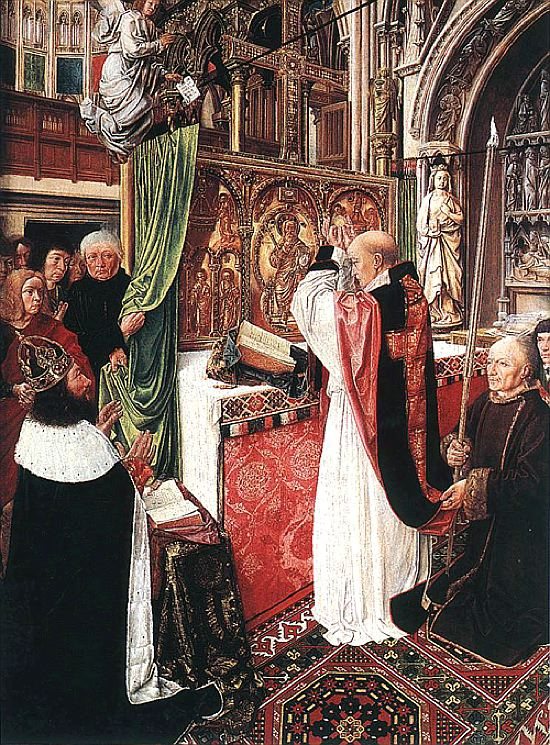
«Месса св. Эгидия»

Вначале, как рассказывается в «Золотой легенде», отшельник жил близ Арля, но через некоторое время он углубился в глухие леса неподалёку от Нима, где в полном одиночестве провёл много лет. Его единственным компаньоном была олениха, которая, согласно некоторым рассказам, делилась с ним своим молоком.
Его последний приют в конце концов был случайно обнаружен королевскими охотниками, которые преследовали олениху, бежавшую к безопасному убежищу. Стрела, предназначенная животному, попала в святого и ранила его. Король (согласно легенде, это был вестгот Вамба, что является анахронизмом) выразил глубочайшее уважение к отшельнику, который смиренно отклонил все предложенные почести, и построил для него и его учеников в этой долине бенедиктинский монастырь, получивший имя Сен-Жиль-дю-Гар. Там в начале VIII столетия Эгидий и умер аббатом, почитаемый всеми за свою святость и проявленные чудеса. Также встречается вариант, в котором Эгидий оказывается убитым этой стрелой, но он противоречит информации о его дальнейшей деятельности в качестве аббата и является, скорее всего, фольклорной обработкой, вызванной эффектностью этого эпизода спасения оленя.
Ранний источник X в. «Vita sancti Aegidii» повествует о том, как Св. Эгидий служил мессу во искупление грехов императора Карла Великого, и в этот момент с небес спустился ангел и оставил на алтаре пергамент, в котором был описан грех императора, столь ужасный, что он никогда в нём никому не признавался. Несколько латинских и французских текстов вслед за этим, включая «Золотую легенду», отсылают к этому тайному «греху Карла». Следует отметить анахронизм: Эгидий современником Карла Великого не был, а был ровесником его деда Карла Мартелла (поэтому в некоторых описаниях мессы эти два правителя взаимозаменяются). Но этот анахронизм не единственный: Эгидий выведен как свидетель битвы в Ронсевальском ущелье в «Песне о Роланде», рыцаре Карла Великого.

Кто тяжко ранен, кто пронзен насквозь,
А кто и распростился с головой.
Так молвит жеста, пишет муж святой,
Барон Эгидий, зревший этот бой.
Хранится в Лане летопись его,
И лишь невежда не слыхал о том. («Песнь о Роланде», CLIV)

Другое произведение о чудесах святого — «Liber miraculorum sancti Aegidii» — служило к увеличению числа паломников в монастырь.

## Культ
Св. Эгидий входит в число Четырнадцати святых помощников, и он является единственным не-мучеником, которому молились об избавлении от Чёрной Смерти. День почитания — 1 сентября.

### Центры почитания

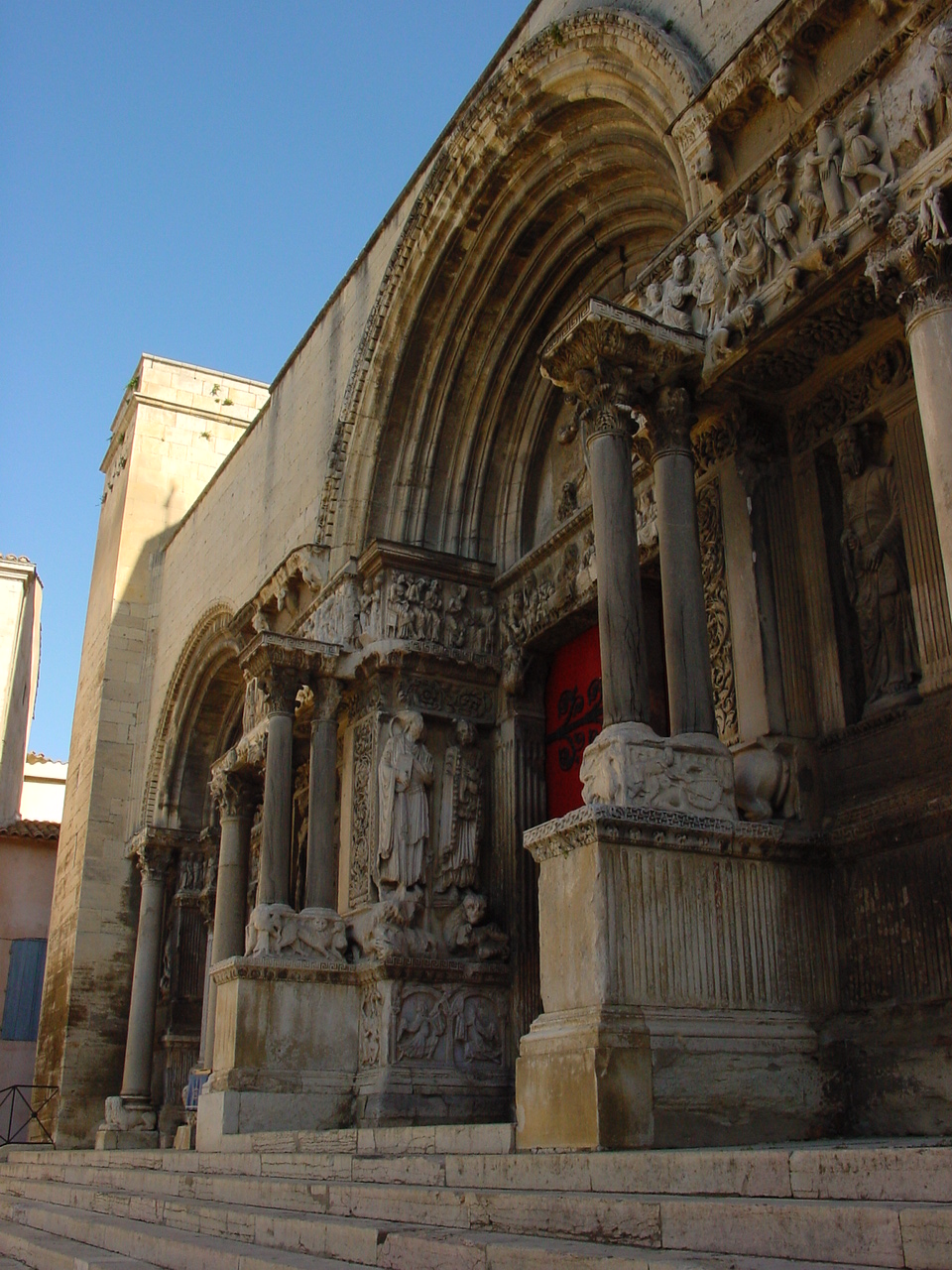
Фасад монастырской церкви в Сен-Жиле-дю-Гаре

Вокруг аббатства с могилой святого раззросся город Сен-Жиль на Гаре. Монастырь оставался центром его почитания, который был особенно силён в Лангедоке. Популярность святого росла, распространяясь по средневековой Европе, о чём свидетельствуют посвящённые ему бесчисленные монастыри и церкви во Франции, Испании, Германии, Польше, Венгрии, Словакии и Великобритании; посвящённые ему тексты в прозе и стихах, повествующие о его чудесах и добродетелях; и особенно — большое количество паломников, стекавшееся со всех краев континента к его могиле.
В 1562 году мощи святого были перевезены в Тулузу, чтобы уберечь их от гугенотов. Количество паломников уменьшилось. В 1862 году большая часть останков была возвращена в монастырь, а в 1865 ─ произошло обретение его могилы, и количество верующих паломников заметно увеличилось.
Монастырь Сен-Жиль-дю-Гар входит в список Всемирного Наследия ЮНЕСКО и является одним из прекраснейших образцов провансальского романского стиля.
Кроме города на Гаре имя святого носят 19 других поселений. Реликвии и мощи св. Эгидия поделены между Сен-Жилем, Тулузой, множеством французских городов, Антверпеном, Брюгге, Турне, Кёльном, Бамбергом, Римом, Болоньей, Прагой и Эстергомом.
«Община Святого Эгидия» получила своё имя от римской церкви св. Эгидия. Кроме того, святой является патроном шотландской столицы Эдинбурга, и собор его имени — значимый символ города.

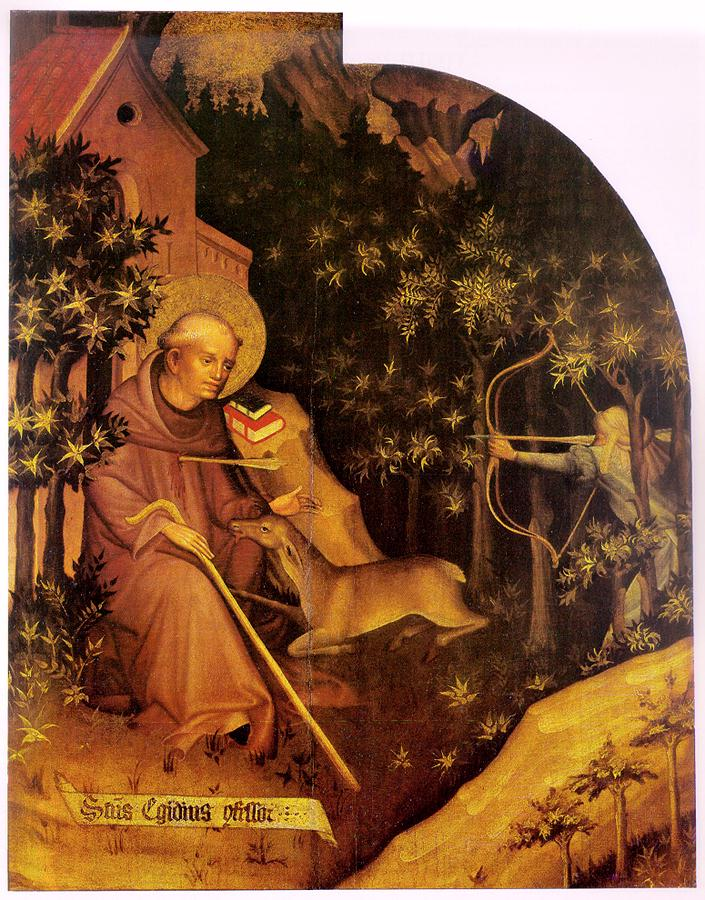
Томас де Колосвар. «Святой Эгидий» (Створка Алтаря Гарамшентбенедек)

Долгое присутствие крестоносцев (многие из которых были по национальности французами) на Ближнем Востоке оставило след и в местных географических названиях. Например, Раймунд IV Тулузский, носивший прозвище «Сент-Жильский» по месту своего рождения, построил Замок Сен-Жиль (совр. араб. Qala’at Sanjil) в ливанском Триполи. Санжил — также название палестинского поселения.

## В искусстве
В средневековом искусстве св. Эгидий изображается со своим символом — оленем, и стрелой.
- Анонимный художник н. XVI в. по исполненному образу святого получил имя «Мастер св. Эгидия» (Master of Saint Giles), его кисти принадлежат две картины «Св. Эгидий и олень» и «Месса св. Эгидия».
- Святого Эгидия можно найти в триптихе Босха «Святые отшельники».

## В массовой культуре
- «Прокаженный из приюта Святого Жиля» — один из романов из серии Эллис Питерс о брате Кадфаэле.
- Персонаж по имени Святой Эгидий выведен в фэнтезийных романах Веры Камши «Отблески Этерны».
- В серии книг Джима Батчера «Досье Дрездена» принимает участие Братство Святого Жиля — организация людей, обращённых вампирами Красной Коллегии в полувампиров, сражающаяся с Красной Коллегией. В данном случае члены Братства отождествляют себя с прокажёнными, так как полувампиры страдают от жажды крови и превращаются в настоящих вампиров, когда первый раз её утоляют, становясь кровожадными хищниками.